# Ranunculus guelzowiensis
Ranunculus guelzowiensis är en ranunkelväxtart som beskrevs av Johann es Christoph Christian Döll. Ranunculus guelzowiensis ingår i släktet ranunkler, och familjen ranunkelväxter. Inga underarter finns listade i Catalogue of Life.